# 皆實町六丁目停留場
皆實町六丁目停留場（日语：／ Minami-machi 6-chome teiryūjō */?），又稱皆實町六丁目電車站，是位於廣島縣廣島市南區皆實町三、五和六丁目，廣島電鐵宇品線和皆實線的電車站。車站編號為U8（宇品線）和H9（皆實線）。此電車站是宇品線和皆實線的轉乘站。此電車站的簡稱為皆六（日语：／）。

## 歷史
此電車站是在1935年（昭和10年）啟用，當時只是宇品線的電車站。
在1912年（大正元年），宇品線紙屋町停留場至御幸橋停留場（御幸橋西邊）之間開通。而橋樑東邊的電車服務在1915年（大正4年）開設。在開通當時，御幸橋還未建設路軌，開通區間為橋的東邊至宇品之間。橋東邊的電車站名為御幸橋東詰停留場（日语：／）。御幸橋東詰停留場和御幸橋停留場之間，乘客需要步行跨過橋樑連接兩處。當時御幸橋東詰至宇品之間途經京橋川東岸，沿宇品地區西堤上敷設，全線為單線鐵路。
在1919年（大正8年），御幸橋停留場與御幸橋東詰停留場之間開通，御幸橋東詰停留場沒有因為該區間開通而廢止。在1927年（昭和2年），御幸橋東詰停留場改名為專賣局前停留場（日语：／）。該電車站名稱取自鄰近該電車站的專賣局（後來為日本煙草產業產業廣島工場）。
在1935年（昭和10年），原本設於西堤的路軌遷移至東邊的宇品通上，專賣局前停留場同時廢止。隨後於同日在新線上開設此電車站。當時新電車站名稱為皆實町停留場（日语：／）。在太平洋戰爭下的1944年（昭和19年），皆實線全線開通，此電車站成為2路線分支點で。電車站名改為皆實町三丁目停留場（日语：／）。但是在翌年的1945年（昭和20年）8月6日，廣島市被投下原子彈，市內電車全線不能通行。隨後，包括此電車站在內的宇品線電鐵前至向宇品之間於同月中重開，皆實線在1948年（昭和23年）才全線重開。電車站在戰後改名為專賣局前停留場。在1949年（昭和24年），電車站改名為專賣公社前停留場（{[jpn|j=専売公社前停留場|hg=せんばいこうしゃまえていりゅうじょう}}）。在1962年（昭和37年），電車站再次改名為皆實町三丁目。最後在1971年（昭和46年），電車站改名為皆實町六丁目。
- 1915年（大正4年）4月3日 - 宇品線御幸橋東詰至宇品之間開通，當時御幸橋東詰停留場與御幸橋停留場之間需要步行連接[6]。
- 1919年（大正8年）5月25日 - 路軌專用橋落成，御幸橋至御幸橋東詰之間開通[6]。
- 1927年（昭和2年）[注 2] - 御幸橋東詰停留場改名為專賣局前停留場[6]。
- 1935年（昭和10年）12月27日 - 專賣局前至宇品之間的路段由舊線遷移至新線[6]。舊線的專賣局前停留場廢止，於新線上新設此電車站，當時電車站名為皆實町停留場[3]。
- 1944年（昭和19年）12月27日 - 皆實線開通，此電車站成為兩電車線的轉乘站[6]，同時改名為皆實町三丁目停留場[3]。
- 1945年（昭和20年）
  - 8月6日 - 廣島市被投下原子彈，使宇品線和皆實線全線不能通行[6]。
  - 8月18日 - 宇品線電鐵前至向宇品口之間以雙線鐵路重開[6]。
- 戰爭後，此電車站曾經名為專賣局前停留場（日期不詳）[3]。
- 1948年（昭和23年）7月1日 - 皆實線全線重開[6]。
- 1949年 - 電車站改名為專賣公社前停留場[3]。
- 1962年 - 電車站改名為皆實町三丁目停留場[3]。
- 1971年（昭和46年）5月1日 - 電車站改名為皆實町六丁目停留場[3]。
- 2008年（平成20年）9月 - 在皆實線月台上增設上蓋[7]。

## 電車站構造
電車站是建造在共用行車道上。電車站位於皆實町路口上，共有2組月台，1組為宇品線月台，位於千田通上（地址為皆實町六丁目），1組為皆實線月台，位於宇品通上（地址為皆實町三丁目和五丁目）。在路口中，向南和向西方向為宇品線，向北方向為皆實線，3方向的路線互相連接形成三角線。2組月台都是2面2線的相對式低地台月台。
三角線的其中一邊，連接西方向和北方向的路軌沒有營業電車使用。該路線只有在來往千田車廠至此電車站的不載客列車使用，該不載客列車會在此電車站作為起點或終點，行走5號線，也有一些回廠電車會使用該路軌。另外，在1958年（昭和33年）舉行了廣島復興大博覽會，當時設有臨時系統行走於廣島站 - 比治山下 - 皆實町六丁目 - 鷹野橋 - 八丁堀 - 廣島站之間，以循環線的方式運行，這時候便應用在該路軌。

### 運行系統
此電車站是宇品線和皆實線電車站之一。0、1、3、5系統會駛入此站。當中5系統會使用皆實線月台，其餘系統則使用宇品線月台。此電車站成為了指定的電車轉乘站，乘客可在此站轉乘不同方向的電車。
從此電車站前往廣島站方向時，可乘坐1號線和5號線，當中5號線的所需時間較短い。
| 宇品線上行月台 | 0號線         | 前往廣電本社前           |
| 宇品線上行月台 | 1號線         | （經紙屋町東）前往廣島站 |
| 宇品線上行月台 | 3號線         | 前往西廣島               |
| 宇品線下行月台 | 1號線 · 3號線 | 前往廣島港               |
| 宇品線下行月台 | 3號線         | 前往宇品二丁目           |
| 皆實線下行月台 | 5號線         | 前往廣島港、宇品二丁目   |
| 皆實線下行月台 | 5號線         | 以此為終點站，下車專用   |
| 皆實線上行月台 | 5號線         | 經比治山下前往廣島站     |

## 電車站周邊
電車站東邊設有京橋川和御幸橋。電車站北邊設有貓田紀念體育館和youme Town廣島。youme Town廣島是在2008年（平成20年）開業的購物中心，在該處之前是日本煙草產業產業廣島工場。

## 相鄰電車站
廣島電鐵
■宇品線
御幸橋（U8）－皆實町六丁目（U9）－廣大附屬學校前（U10）
■皆實線
皆實町二丁目（H8）－皆實町六丁目（U9）（－廣大附屬學校前）

## 注腳

## 外部連結
- 皆實町六丁目 | 電車情報：電停指南 （页面存档备份，存于）（日語） - 廣島電鐵